# Estadio Parque Municipal
El Estadio Parque Municipal de Valdivia (Chile), es un recinto deportivo al aire libre que cuenta con capacidad para recibir aproximadamente a 5000 personas. En este estadio disputa sus encuentros de local el Club Deportivo  Deportes Valdivia, de la Segunda División Profesional del fútbol de Chile.
Durante mucho tiempo estuvo inserto dentro del recinto Parque Municipal Guillermo Harnecker (a eso viene el nombre de Parque Municipal). Se ve inmerso en un bosque de centenarios árboles y lo rodea una pista atlética sintética. Posee casetas de transmisión con las comodidades principales para radio y televisión, y al extremo Norte se ubica el Coliseo Municipal Antonio Azurmendy Riveros, donde actúa como local el Club de Básquetbol Club Deportivo Valdivia.
En los tiempos en que el Deportes Valdivia militó en primera división, este recinto deportivo albergó a más de 8000 personas (Deportes Valdivia v/s Colo Colo, Copa Chile 1989), superando totalmente su capacidad.
En la edición de la Segunda División Profesional de Chile 2015-16, el "Torreón" se coronó campeón regresando a la Primera B, tras 26 años de ausencia en una final soñada a estadio lleno venciendo 5-1 a Deportes La Pintana.
El Estadio Parque Municipal es el principal recinto con el que cuenta el fútbol valdiviano para su óptima práctica.